# 马来西亚封衔
马来西亚对社会贤达及王亲贵族的称号复杂，所影响的地区不只马来西亚，也包括文莱、菲律宾南部的棉兰老岛以及印尼的几个省份。
封号不分男女。男性若受册封，其妻子也会有相应的封衔，但若女性受册封，其丈夫不得有相应的封衔。
马来西亚的封衔分以下几级：

## 聯邦授勋
联邦授勋由最高元首頒授：

### 敦
敦（Tun）是馬來西亞的最高榮譽，全國共有85人获颁此头銜，最近於2017年受封為敦有三人，其中包括国大党前主席三美威鲁。
敦头衔在古代用以称呼王族，由男性世袭，在现代则由马来西亚最高元首颁赐对国家建设有卓越贡献者，如马来西亚第四任首相敦马哈迪·莫哈末、马华公会第六任总会长敦林良实。凡是获颁护国玛哈拉惹勋章或效忠玛哈拉惹勋章者都能使用敦的头衔。男性敦的妻子称为“杜潘”（如林良实妻子杜潘王维娜）。
上述两种勋章在联邦授勋及嘉奖制度中并属于第一级别（即联邦皇家册封及王族勋章，只限最高元首及各州属最高统治者）。在馬來西亞拥有敦头衔者，地位最为尊貴。

### 丹斯里
丹斯里（Tan Sri）是繼敦之後第二高封銜，与拿督斯里榮譽級別相等，截至2015年12月1日全國有1,020人擁有此名銜，加上2016年52名、2017年51名受封的丹斯里，粗估共有1,123人曾獲此銜。
若持有丹斯里封衔的是男性，他的太太則被称为潘斯里（Puan Sri）；若持有封衔的是女性，她的丈夫并没有特殊的名衔。
“丹斯里”的头衔分成兩種，P.M.N.和P.S.M.：
P.M.N.的在世受封者上限50人，每年只有一兩名或甚至沒有，政府首席秘書、總檢察長及總警長等級的高官才有機會獲得此头衔；
而P.S.M.在世受封者上限為325名，主要以部門秘書長、法官、社團領袖、退任部長及商人為主，如果名額已满，则要等到受封者中有人离世后，才能再次册封他人填补。

## 州封銜
由各州蘇丹（最高統治者）或州元首（只限馬六甲、檳城、沙巴與砂拉越）頒授。

### 拿督斯里
拿督斯里（Dato' Sri / Dato' Seri）是馬來西亞州封銜中的最高封銜，此封銜比拿督高级和聯邦封銜中的丹斯里榮譽級別相等。在馬來西亞拥有拿督斯里头衔者，地位崇高和尊貴。例如马来西亚第四任首相马哈迪·莫哈末封號是拿督斯里，2003年10月31日離任后才被王室封銜敦。假若拥有Dato' Sri（拿督斯里）头衔者为男士，則其配偶的头衔为Datin Sri（拿汀斯里）；相反，拥有头衔者为女士的话，則其配偶不具有任何头衔。

### 拿督
拿督是马来西亚的一种封銜，比太平局紳头衔高级。册封的标准是对国家有杰出贡献，受封仪式都是在王宫进行。通常在马来西亚有拿督荣衔的人士都会受到尊敬。拿督封銜有三等级别；Peringkat Pertama (First-Class)为高级拿督, Peringkat Kedua (Second-Class)为二级拿督。
由蘇丹封賜的拿督是「Dato'」；由州元首封賜的拿督是「Datuk」。假若拥有Dato'头衔者为男士的话，其配偶的头衔为Datin（拿汀）；相反的，拥有头衔者为女士的话，其配偶并不具有任何头衔。
例如：知名華人國際巨星拿督楊紫瓊（霹靂州二级拿督封銜），羽毛球世界排名第一男單球員拿督李宗偉（槟城州二级拿督封銜）。国际巨星拿督成龍配合2015年2月1日联邦直辖区日在马来西亚国家皇宫受国家元首苏丹端姑阿都哈林陛下册封（联邦直辖区二级拿督封銜）。

## 查询
想要查询受封者名单，可浏览首相署礼仪及国际会议事务组网站http://www.istiadat.gov.my。 （页面存档备份，存于）